# La ventana (España)
La ventana es un programa de radio español que se emite en la Cadena SER. Actualmente lo presenta el periodista Carles Francino, y es líder de la radio española de lunes a viernes por las tardes. Su horario de emisión es de 16:00h a 20:00h.

## Historia
La ventana nació en 1993 y lo dirigía y presentaba Javier Sardá. Sus creadores fueron Miquel José, Jordi Roca y el propio Sardá. Hasta 1997 este programa estuvo a cargo de Javier Sardá creador del Señor Casamajor, pero tras hacerse éste cargo de Crónicas marcianas,  pasó a presentarlo Gemma Nierga que hasta esa fecha había conducido el espacio nocturno Hablar por hablar. Tras quince años como directora y presentadora, el 15 de junio de 2012, se anuncia la salida de Gemma Nierga del programa para encargarse de la conducción del magacín de Hoy por Hoy entre las 10:00 y las 12:20 h mientras que el periodista Carles Francino que había dirigido hasta entonces el programa, la sustituiría al frente de La ventana.
El programa sigue siendo líder de audiencia en su franja horaria según la segunda oleada del Estudio General de Medios (EGM) de 2016, con 852.000 oyentes.

## Secciones

### Long play
Los músicos roqueros Jaime Urrutia (Gabinete Caligari) y Ariel Rot (Tequila, Los Rodríguez) comparten experiencias y canciones con los oyentes del programa. Entre la música que seleccionan para escuchar se encuentran tangos, los Jackson Five, música clásica, Loquillo, Led Zeppelin...

### Tertulia de sabios
Es una de las secciones más conocidas del programa. En ella, 3 políticos de la Transición Española de diferentes ideologías hablan sobre los acontecimientos políticos de la semana. Uno de los fijos de esta sección era Ernest Lluch, hasta que fue asesinado por la organización terrorista ETA. En ella han participado:
- Santiago Carrillo.
- Pere Portabella.
- Miguel Herrero y Rodríguez de Miñón.

### Tertulia de políticos
Varios políticos de CiU, IU, PP y PSOE discuten sobre los asuntos políticos de la semana. Han formado parte de esta tertulia Antonio Hernando, Ignasi Guardans, Rosa Aguilar y Jorge Fernández Díaz. Estos son algunos ejemplos de miembros o exmiembros de la tertulia:
- Vicente Martínez Pujalte es hoy un miembro destacado del PP.
- José Luis Rodríguez Zapatero fue elegido secretario general del PSOE y Presidente del Gobierno español en 2004.
- Ignasi Guardans Cambó fue elegido como número uno en las listas de Galeusca a las Elecciones Europeas de 2004 y en abril de 2009 asumió la Dirección General de Cinematografía.
- Juan Fernando López Aguilar fue elegido Ministro de Justicia con el PSOE.
- Mercedes de la Merced , política del PP, ya fallecida.

### Pensar por pensar
En esta tertulia, el filósofo Manuel Cruz y el antropólogo Manuel Delgado reflexionan en profundidad sobre temas como los secretos, la verdad, el perdón, etc.

### Tertulia desde la cárcel
Esta tertulia, que partió de una idea de Javier Sardá, la realizan desde el centro penitenciario de Valdemoro un educador, dos presos y un ex-preso para comentar cómo se viven desde la cárcel asuntos que conoce la sociedad, y otros que no conoce tanto. Además, tradicionalmente sacan en antena al final de la tertulia a un preso para que explique lo que considera una situación injusta. Es una de las secciones más populares del programa.

### Tertulia de niños
Aquí los que comentan los temas de actualidad son niños que hablan sin tapujos sobre cómo ven los temas más importantes de la semana. Por este espacio, Gemma Nierga obtuvo en 2000 el Premio Ondas Internacional de radio.

### Cadena STAR
El humorista Juan Carlos Ortega simula un programa en otra cadena de radio donde utiliza sus diversas voces para simular algunas situaciones absurdas. Ortega volvió a la ventana en septiembre de 2005 tras acabar el programa Crónicas Marcianas. También participó en esta sección el trío Especialistas Secundarios.

### Ortega y Forges
El universo de Juan Carlos Ortega y sus personajes compartieron protagonismo con la viñeta radiofónica de Antonio Fraguas 'Forges'.

### Otras secciones
- De qué me suena eso: Máximo Pradera acercaba a los oyentes la música clásica.
- Radio Nikosia: Personas que están en tratamiento psiquiátrico comentan diversos temas. La sección lleva el nombre del programa de Contrabanda FM del que partió esta iniciativa,[8] que está conducido por los tertulianos de esta sección.
- El cine: María Guerra habla de la actualidad del cine español e internacional.
- La entrevista: junto con Nativel Preciado, Javier Cansado o Boris Izaguirre se conoce a los personajes de la vida social, cultural y política.
- Leer y releer: Almudena Grandes y Juan Cruz hacen recomendaciones literarias, tanto actuales como clásicas.
- El sonido semanal: consiste en un repaso a los sonidos más destacados de la semana al final del programa de los viernes.
- Juan José Millás pretende crear un diccionario a través de la experiencia de los oyentes con cada palabra.
- Tertulia de los viernes: Mercedes de la Merced, Carlos Carnicero y Joan Subirats polemizaban sobre los temas sociales más candentes. Una tertulia abierta a la participación de los oyentes.
- El tridente: una tertulia, los lunes, para comentar la reciente jornada de la Liga de fútbol española. 4 periodistas aficionados a diferentes equipos de fútbol:
  - Carmen Colino, comentarista del periódico As y aficionada del Real Madrid.
  - Javier Cansado.
  - Jordi Martí, comentarista de Radio Barcelona y aficionado del Fútbol Club Barcelona.
  - Xosé Hermida, comentarista de El País y aficionado del Deportivo de La Coruña y del Celta de Vigo.
- Voces de Latinoamérica: Jaime Bayly, Álvaro Vargas Llosa, Jorge Lanata y Boris Izaguirre nos muestran cómo ven ellos desde sus distintos países los acontecimientos del mundo.
  - Spain vs USA

Javier del Pino y Javier Cansado nos presentan las comparativas más sorprendentes entre la vida cotidiana de los españoles y de los estadounidenses.Jueves de 16:00 a 17:00

## Programación regional
Desde la temporada 2008/2009 se está eliminando progresivamente la desconexión local vespertina a favor de programaciones regionales centralizadas desde las emisoras situadas en la capital de cada comunidad autónoma. Desde entonces La ventana también cuenta con diversas versiones en desconexión regional que emiten la red de emisoras de la Cadena SER de lunes a viernes (19:20 a 19:40 horas, 18:20 a 18:40 horas en Canarias):
- Ràdio Barcelona (Cataluña): El Balcó es presentado y dirigido por Carla Turró.
- Radio Madrid (Comunidad de Madrid): La ventana de Madrid (anteriormente El Foro) es presentada y dirigida por Javier Casal.
- Radio Zaragoza (Aragón): La Ventana de Aragón.
- Radio Valladolid-SER Duero (Castilla y León): La ventana de Castilla y León es presentada y dirigida por Lara Vegas.
- Radio Club Tenerife (Canarias): La ventana de Canarias es presentada y dirigida por Begoña Ávila.
- Radio Sevilla (Andalucía): La ventana Andalucía es presentada y dirigida por Fernando Pérez Monguió.[10]
- SER Gijón y SER Oriente (Asturias): La ventana de Asturias es presentada y dirigida por Guillermina Caso.
- SER Toledo (Castilla-La Mancha): La ventana de Castilla-La Mancha es presentada y dirigida por Daniel Rodríguez.
- Ser Vitoria (País Vasco): La ventana Euskadi es presentada y dirigida por Eva Domaika.
- Radio Valencia (Comunidad Valenciana): La ventana de la Comunitat es presentada y dirigida por Amparo Bou.
- Radio Galicia/ Santiago (Galicia): La ventana Galicia es presentada y dirigida por Aída Pena.[11]
- Radio León y Radio Bierzo (León): La ventana de León es presentada y dirigida por Pablo Bodega.

La ventana de Madrid se emite para todo el mundo a través de la radio en línea de Cadenaser.com.

## Programación Internacional
Prisa Radio ha llevado la marca "La Ventana" a otras radios del grupo incluyéndola así en diferentes países
- Radio Panamá Presentado por Indira Singh Molina (Panamá)
- Radio Caracol Presentado por Frank Solano (Colombia)